# 경태제
명 대종 경태제(明代宗 景泰帝, 1428년 9월 11일(음력 8월 3일) ~ 1457년 3월 14일(음력 2월 19일))는 중국 명나라의 제7대 황제(재위 1449년 ~ 1457년)이다. 휘는 기옥(祁鈺)이다. 연호는 경태(景泰)이다. 선덕제의 아들이며 정통제의 이복 아우이다. 어머니는 선묘현비 오씨(宣廟賢妃 吳氏)로, 경태제가 즉위하면서 효익장황후(孝翼章皇后)로 추존되었으나, 형 정통제가 천순제로 복위하면서 선묘현비로 격하되었다. 경제(景帝), 성여왕(郕戾王) 등으로도 불린다.

## 개요
1449년에 오이라트 족의 침략으로 정통제가 직접 친정을 나간 사이에 패전을 거듭하면서 급기야는 황제가 포로로 잡혀갔다. (토목의 변)
이에 북경 조정은 황제의 이복동생인 주기옥을 새 황제로 등극시켰고 주기옥은 정통제가 포로로 잡혀간 지 20여일 후인 1449년 9월 22일에 즉위하여 경태(景泰)로 개원하였다. 다음 해에 오이라트 족과 화의가 성립하여, 아무런 조건 없이 정통제가 조정에 송환되자 정통제를 상황(上皇)으로 올렸지만 남궁에 유폐하였다. 조정은 정통제를 중심으로 하는 파와 경태제를 중심으로 하는 파로 나뉘었다. 경태제는 본래 황태자였던 정통제의 아들 주견심(훗날의 성화제)을 폐하고, 자신의 아들인 주견제를 황태자로 책봉하였지만 그는 병으로 죽고 만다. 1457년에 병을 앓는 도중 정통제를 중심으로 하는 일파가 정변을 일으켜 경태제는 폐위되었고, 폐위된 지 한 달 후에 급사하였다. (탈문의 변, 1457년)

## 생애
경태제는 1428년(선덕 3년) 선덕제의 차남으로 태어났으며 생모는 현비 오씨였다. 오현비는 《명사 明史》에 의하면 오현비는 선덕제의 황태자 시절부터 시중들던 시녀였다 한다.
정통제 즉위 후 성왕(郕王)에 봉해졌다. 1449년 오이라트족의 군대가 북경을 점령, 토목의 변이 발생하여 정통제가 오이라트 태사 에센 타이시에게 포로로 끄려가게 됐다. 성왕 주기옥은 손태후(孫太后)의 명을 받고 감국(監國)에 임명됐다. 그러나 이후 그는 우겸(于謙) 등 대신들의 추대로 황제에 올랐다. 명 대종은 연호를 경태(景泰)라 했고 몽골에 포로로 끌려간 정통제는 태상황(太上皇)으로 추대했다.
경태제는 즉위 후, 우겸을 병부상서로 등용하고 북경 보위를 강화했으며 장수를 보내 오이라트를 원정하였다. 1450년(경태 원년) 8월 홍로사경(鴻臚寺卿) 양선(楊善)에게 군사를 딸려 오이라트르 공략했다. 그는 에센 타이시를 설득 정통제의 명나라 송환을 설득했다. 그러나 경태제는 형 정통제가 되돌아올 경우 정통제가 복위할 것과 내심 자신을 해칠 것으 걱정했다. 정통제가 명나라로 송환되자 그는 명목상 태상왕으로 우대하고 유궁에 감금하였다.
경태 3년, 그는 정통제의 아들 주견심(朱見深)을 태자직에서 폐위하고 개봉(改封)하여 기왕(沂王)으로 삼았다. 곧 자신의 아들 주견제(朱見濟)를 태자로 봉했다. 그러나 주견제는 이듬해에 사망하였다. 대신들의 강권으로 그는 주견심을 다시 태자로 복위시켰다. 경태제는 시종 새로운 태자를 세우려 했고, 숙부 양왕(襄王) 주첨선(朱瞻墡)에게도 도성 근처에서 지켜보며 잠재적 후계자로 내정해두었다.
1457년(경태 8년) 1월 경태제가 병으로 위급해지자 16일 조길상(曹吉祥), 석형(石亨), 서유정(徐有貞) 등 8인이 정통제의 복위를 도모, 1월 17일 군사를 일으켰다. 탈문지변(奪門之變) 이들은 무사를 이끌고 들어와 자금성 봉천전(奉天殿)에서 영종의 복벽을 선언했고, 경태제는 폐위되어 감금됐다. 2워 1일 폐위된 경태제는 다시 성왕(郕王)으로 강등당했고 차금재서원(軟禁在西苑)에 감금당했다가 그 달에 사망했다.
경태제 사후 시신은 그가 준비해둔 천수산(天壽山) 명나라 황릉 근처에 매장되지 않고 서교금산(西郊金山, 후일의 옥천산(玉泉山) 북쪽)에 매장되었다. 능호가 주어지지 않아 경태릉으로 불린다. 영종은 조정 중신들의 뜻에 따라 그의 왕비를 순장시켰는데, 그가 처음 폐한 원비 왕황후(汪皇后)로 정했으나 이현(李賢)과 태자의 간청으로 중단하고 나중에 황귀비 당씨(皇貴妃 唐氏)로 바꿔서 순장했다.
황제로 복위한 영종은 그의 시호를 여왕(戾王)으로 내렸고, 성여왕(郕戾王)이라 칭해졌다. 성화제 즉위 후 다시 황제로 복권되어 공인강정경황제(恭仁康定景皇帝)로 추서되었다. 따라서 경황제라 불리기도 하고, 연호를 따서 경태제로 부르기도 한다. 그는 난징의 황릉 및 천수산 명조 13황릉 경역 내에 미안장된 유일한 명나라 황제이다. 명태조는 명나라의 수도가 난징에 있을 때에 난징에 장사하고 명효릉(明孝陵)이라 칭했고, 건문제는 실종되어 황릉이 전하지 않는다.

## 시호, 묘호
사후에는 왕자로서 시호를 받아 성여왕(郕戾王)으로 추시되나, 성화제 때 부분 복원되어 공인강정경황제(恭仁康定景皇帝)로 추존되었다. 남명의 홍광제(弘光帝)의 의하여, 완전히 복원되었고 묘호는 대종(代宗), 시호는 부천건도공인강정융문포무현덕숭효경황제(符天建道恭仁康定隆文布武顯德崇孝景皇帝)로 추존되었으나, 청나라는 남명을 인정하지 않아 전에 쓰던 시호가 통용되었다.

## 가족

### 조부모와 부모
- 조부 : 인종 홍희소황제(仁宗 洪熙昭皇帝) 주고치(朱高熾)
- 조모 : 성효소황후(誠孝昭皇后) 장씨(張氏)
- 부친 : 선종 선덕장황제(宣宗 宣德章皇帝) 주첨기(朱瞻基)
- 모친 : 효익황태후(孝翼皇太后) 오씨(吳氏)

### 황후
| 봉호           | 시호                    | 이름(성씨) | 재위년도        | 생몰년도        | 국구(장인/장모) | 별칭  | 비고  |
| -------------- | ----------------------- | ---------- | --------------- | --------------- | --------------- | ----- | ----- |
| 폐황후(廢皇后) | 효연경황후 (孝淵景皇后) | 왕씨(汪氏) | 1449년 ~ 1452년 | 1427년 ~ 1506년 | 왕영(汪瑛)      | [ 1 ] | [ 2 ] |
| 황후(皇后)     | 숙효황후 (肅孝皇后)     | 항씨(杭氏) | 1452년 ~ 1456년 | ? ~ 1456년      | 항욱(杭昱)      | [ 3 ] | [ 4 ] |

### 후궁
| 봉호           | 시호 | 이름(성씨)     | 생몰년도   | 국구(장인/장모) | 별칭 | 비고  |
| -------------- | ---- | -------------- | ---------- | --------------- | ---- | ----- |
| 황귀비(皇貴妃) |      | 당씨(唐氏)     | ? ~ 1457년 | 당흥(唐興)      |      | [ 5 ] |
| 비(妃)         |      | 손씨(孫氏)     |            |                 |      |       |
|                |      | 이석아(李惜兒) |            |                 |      |       |

### 황자
| -    | 봉호           | 시호       | 이름           | 생몰년도        | 생모          | 별칭 | 비고  |
| ---- | -------------- | ---------- | -------------- | --------------- | ------------- | ---- | ----- |
| 장남 | 황태자(皇太子) | 회헌(懷獻) | 주견제(朱見濟) | 1448년 ~ 1453년 | 숙효황후 항씨 |      | [ 6 ] |

### 황녀
| -    | 봉호               | 이름 | 생몰년도        | 생모            | 부마       | 별칭 | 비고    |
| ---- | ------------------ | ---- | --------------- | --------------- | ---------- | ---- | ------- |
| 장녀 | 고안공주(固安公主) |      | 1449년 ~ 1491년 | 효연경황후 왕씨 | 왕헌(王憲) |      | [ 7 ]   |
| 차녀 | 공주(公主)         |      |                 | 효연경황후 왕씨 |            |      | 요절함. |

## 기년과 연호
| 연호       | 사용기간 | 사용기간 | 년수 | 비고 |
| ---------- | -------- | -------- | ---- | ---- |
| 경태(景泰) | 1450년   | 1457년   | 8년  |      |